# Hiéroglyphe égyptien O49

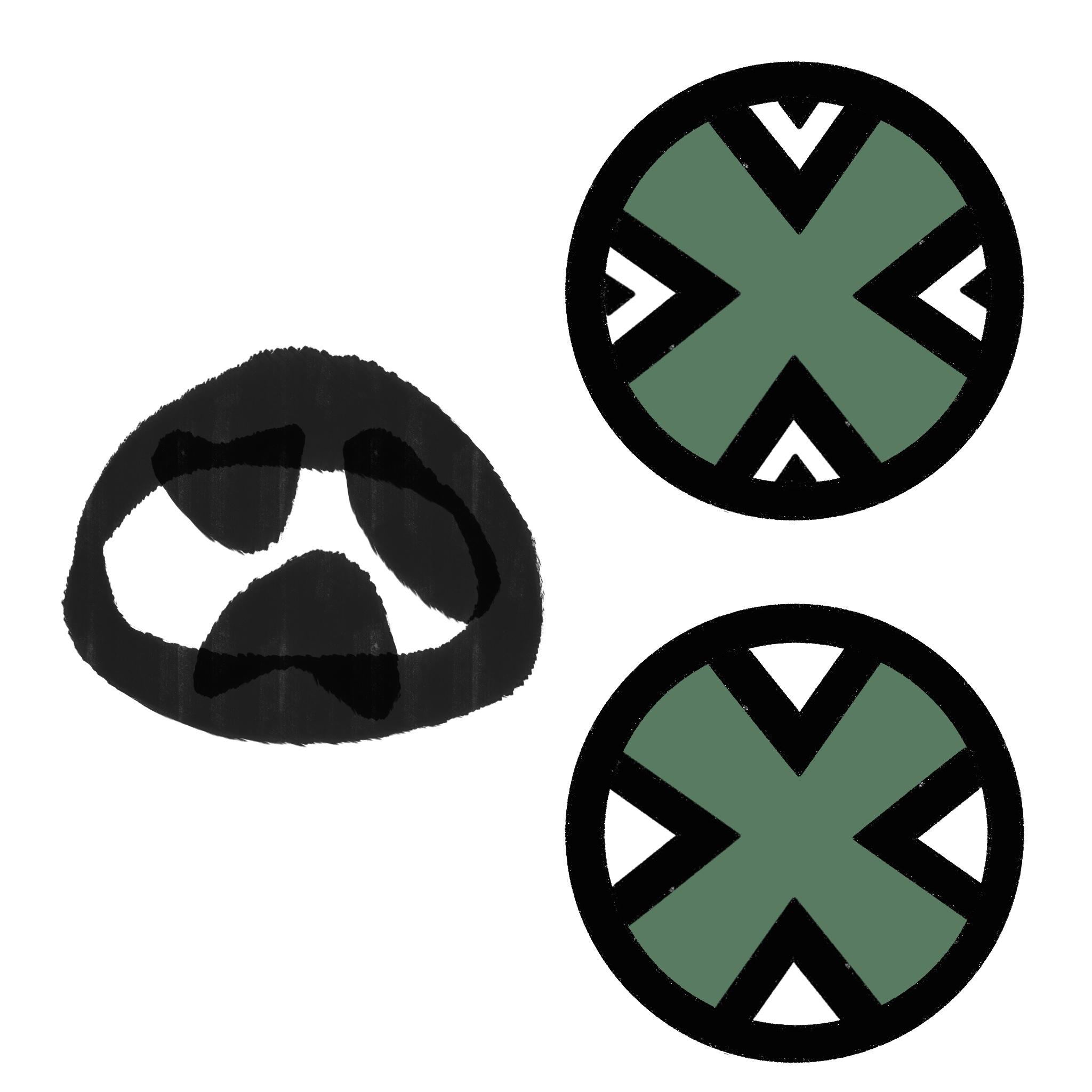
Version hiératique et hiéroglyphique

L'agglomération, en hiéroglyphes égyptiens, est classifiée dans la section O « Bâtiments, parties de bâtiments etc. » de la liste de Gardiner ; cet hiéroglyphe y est noté O49.

## Représentation
Il représente le plan d'une agglomération avec un carrefour séparant quatre quartier d'habitation le tout clôt dans une enceinte. La forme complète du signe fait apparaitre quatre sous-chevrons dans les quartiers d'habitation (peut-être l'hiéroglyphe O6) représentant l'égide de dieux différent dans chaque quartier. Il est translittéré njwt.

## Utilisation
| O49 · X1 · Z1 |

| O49 · X1 · Z1 |

| n · t | O49 | N1 | G4 |

| n · t | O49 | N1 | G4 |

| O49 | kA · r | T · O49 |

| O49 | kA · r | T · O49 |

C'est un déterminatif des noms de localités et des régions habitées.

## Exemples de mots
| O49 |

| O49 |

| p · O49 |

| p · O49 |

| I6 | m | t · O49 |

| I6 | m | t · O49 |